# Rose-Marie Rask
Rose-Marie Rask, folkbokförd Rose Marie Ericsson Rask, ogift Abramsson, född 21 juli 1931 i Seattle i USA, död 24 augusti 1991 i Kortedala församling i Göteborg, var en svensk friidrottare (längdhopp). Hon växte upp i Haparanda och tävlade under namnet Rose-Marie Abrahamsson för Haparanda SKT och senare under namnet Rose-Marie Rask för Göteborgs KIK. 
Hon var dotter till Johannes Abramsson och Hilja Sofia, ogift Sortti, samt gift 1953–1981 med Gunnar Ericsson Rask (1931–2001), provinsialläkare i Haparanda. Hon var gymnastikdirektör och arbetade som idrottslärare. Efter skilsmässan bosatte sig Rose-Marie Rask på nytt i Göteborg. Hon är begravd på Haparanda gamla kyrkogård.